# Liu Xianying
Dit is een Chinese naam; de familienaam is Liu.
Liu Xianying (Chinees: 刘 显英) (Ji'an, 8 juli 1977) is een voormalig biatlete uit China. Zij vertegenwoordigde haar vaderland op de Olympische Winterspelen 1998 in Nagano, de Olympische Winterspelen 2002 in Salt Lake City, de Olympische Winterspelen 2006 in Turijn en de Olympische Winterspelen 2010 in Vancouver.

## Resultaten

### Olympische Winterspelen
| Jaar | Plaats         | Onderdeel   | Onderdeel | Onderdeel     | Onderdeel  | Onderdeel |
| Jaar | Plaats         | Individueel | Sprint    | Achtervolging | Massastart | Estafette |
| ---- | -------------- | ----------- | --------- | ------------- | ---------- | --------- |
| 1998 | Nagano         | –           | –         |               |            | 7e        |
| 2002 | Salt Lake City | 17e         | 42e       | DNS           | 13e        |           |
| 2006 | Turijn         | 23e         | 11e       | 9e            | 7e         | 9e        |
| 2010 | Vancouver      | 20e         | 50e       | 29e           | –          | 8e        |

### Wereldkampioenschappen
| Jaar | Plaats            | Onderdeel                               | Onderdeel                               | Onderdeel                               | Onderdeel                               | Onderdeel                               | Onderdeel          | Onderdeel |
| Jaar | Plaats            | Individueel                             | Sprint                                  | Achtervolging                           | Massastart                              | Estafette                               | Gemengde estafette | Team      |
| ---- | ----------------- | --------------------------------------- | --------------------------------------- | --------------------------------------- | --------------------------------------- | --------------------------------------- | ------------------ | --------- |
| 1998 | Pokljuka          |                                         |                                         | –                                       |                                         |                                         |                    | –         |
| 1999 | Kontiolahti       | –                                       | –                                       | –                                       | –                                       | –                                       |                    |           |
| 2000 | Oslo Holmenkollen | 45e                                     | 36e                                     | 37e                                     | –                                       | gelapt                                  |                    |           |
| 2001 | Pokljuka          | 64e                                     | 26e                                     | 17e                                     | –                                       | 10e                                     |                    |           |
| 2002 | Oslo Holmenkollen | Niet gehouden vanwege Olympische Spelen | Niet gehouden vanwege Olympische Spelen | Niet gehouden vanwege Olympische Spelen | –                                       |                                         |                    |           |
| 2003 | Chanty-Mansiejsk  | 34e                                     | 16e                                     | 22e                                     | 24e                                     | 9e                                      |                    |           |
| 2004 | Oberhof           | 16e                                     | 30e                                     | 18e                                     | 15e                                     | 11e                                     |                    |           |
| 2005 | Hochfilzen        | 17e                                     | 5e                                      | Zilver                                  | 4e                                      | 11e                                     | –                  |           |
| 2006 | Pokljuka          | Niet gehouden vanwege Olympische Spelen | Niet gehouden vanwege Olympische Spelen | Niet gehouden vanwege Olympische Spelen | Niet gehouden vanwege Olympische Spelen | Niet gehouden vanwege Olympische Spelen | –                  |           |
| 2007 | Antholz           | 27e                                     | –                                       | –                                       | –                                       | 6e                                      | –                  |           |
| 2008 | Östersund         | 16e                                     | 18e                                     | 29e                                     | 7e                                      | 14e                                     | –                  |           |
| 2009 | Pyeongchang       | 41e                                     | 13e                                     | 29e                                     | 18e                                     | 7e                                      | 14e                |           |
| 2010 | Chanty-Mansiejsk  | Niet gehouden vanwege Olympische Spelen | Niet gehouden vanwege Olympische Spelen | Niet gehouden vanwege Olympische Spelen | Niet gehouden vanwege Olympische Spelen | Niet gehouden vanwege Olympische Spelen | –                  |           |

### Wereldbeker
Eindklasseringen
| Seizoen   | Algemeen | Individueel | Sprint | Achtervolging | Massastart |
| --------- | -------- | ----------- | ------ | ------------- | ---------- |
| 1997/1998 | 80e      | 58e         | –      | –             |            |
| 1999/2000 | 71e      | –           | –      | –             | –          |
| 2000/2001 | 54e      | 47e         | 60e    | 44e           | –          |
| 2001/2002 | 52e      | 45e         | –      | 42e           | –          |
| 2002/2003 | 47e      | –           | 49e    | 49e           | 38e        |
| 2003/2004 | 16e      | 8e          | 20e    | 15e           | 26e        |
| 2004/2005 | 6e       | 24e         | 6e     | 6e            | 5e         |
| 2005/2006 | 19e      | 27e         | 23e    | 22e           | 16e        |
| 2006/2007 | 25e      | 13e         | 27e    | 29e           | 25e        |
| 2007/2008 | 19e      | 32e         | 17e    | 26e           | 11e        |
| 2008/2009 | 15e      | 13e         | 15e    | 13e           | 25e        |
| 2009/2010 | 57e      | 51e         | 58e    | 57e           | –          |